# Madonna verde
Madonna verde è il nono album discografico di Mario Merola pubblicato in Italia nel 1973.

## Descrizione
Venne ripubblicato nel 1975 con un diverso numero di catalogo (ZSLTM 55401).

## Tracce
1. Madonna verde – 3:40
2. Femmena 'e falò – 3:24
3. Cantata paesana – 2:37
4. Viento 'e camorra – 3:30
5. 'A corsa tris – 3:00
6. 'N'ata passione – 3:10
7. S'e ammaturata 'a nespola – 3:03
8. Duorme mammà – 4:23
9. Fore 'o chalet – 2:17
10. Busciarda amata – 3:37
11. 'O centravanti – 2:54
12. 'O clandestino – 3:07